# Giro d'Itàlia femení 2023
La 34a edició del Giro d'Itàlia femení (Giro Rosa en italià) fou una cursa ciclista que es disputà a Itàlia del 30 de juny al 9 de juliol de 2023 i que formà part de la màxima categoria del calendari UCI World Tour. Estava previst que tingués 9 etapes i un recorregut total de 968 quilòmetres; però les males condicions climatològiques del primer dia van obligar a suspendre la primera etapa quan aquesta ja havia començat, de manera que, finalment, en tingué 8 i 964 quilòmetres. La sortida de la primera etapa fou a Chianciano Terme i l'arribada a Òlbia.
Annemiek van Vleuten (Movistar) guanyà la cursa (el seu quart Giro), la classificació per punts i la classificació de la muntanya. Juliette Labous (DSM-Firmenich) fou la segona de la general i Gaia Realini (Lidl-Trek) la tercera, a més de la millor jove i millor italiana.

## Equips
24 equips de set ciclistes cadascun −una més que en l'edició de 2022− van participar en la cursa. Els 15 UCI Women's WorldTeams van ser convidats automàticament i els organitzadors (PMG Sport/Starlight) en van convidar 9 més de la categoria UCI Women's Continental Teams.
| UCI Women's WorldTeams (15)- Movistar Team - Canyon-SRAM Racing - EF Education-TIBCO-SVB - FDJ-Suez - Fenix-Deceuninck - Human Powered Health - Israel-Premier Tech Roland - Liv Racing TeqFind - Team DSM-Firmenich - Team Jayco AlUla - Team Jumbo-Visma - SD Worx - Lidl-Trek - UAE Team ADQ - Uno-X Pro Cycling Team UCI Women's continental teams (9)- AG Insurance - Soudal Quick-Step Team - Aromitalia-Basso Bikes-Vaiano - Bepink - Bizkaia-Durango - Born to win-Zhiraf-G20 - GB Junior Team Piemonte Pedale Castanese A.S.D. - Isolmant-Premac-Vittoria - Team Mendelspeck - Top Girls Fassa Bortolo |
| |

## Etapes
El recorregut de la prova es va anunciar el maig de 2023. La primera etapa era una breu contrarellotge individual per la Toscana i, després, la prova transitava cap al nord-oest per l'Emília-Romanya, el Piemont i la Ligúria, regions per on es disputaren les 6 etapes següents. Posteriorment, la prova es traslladava a Sardenya, on es van disputar les darreres dues etapes.
L'anunci del recorregut va ser criticat per la poca anticipació a l'esdeveniment i per la reducció del número d'etapes i la llargada del recorregut total en comparació a les edicions anteriors.
| Etapa    | Data       | Ciutats d'etapa                     | type                      | Distància (km) | Vencedora de l'etapa | Líder de la general  |
| -------- | ---------- | ----------------------------------- | ------------------------- | -------------- | -------------------- | -------------------- |
| 1a etapa | 30 de juny | Chianciano Terme – Chianciano Terme | contrarellotge individual | 4,4            | suspesa              | suspesa              |
| 2a etapa | 1 de jul   | Bagno a Ripoli – Marradi            | etapa accidentada         | 102,1          | Annemiek van Vleuten | Annemiek van Vleuten |
| 3a etapa | 2 de jul   | Formigine – Mòdena                  | etapa plana               | 118,2          | Lorena Wiebes        | Annemiek van Vleuten |
| 4a etapa | 3 de jul   | Fidenza – Borgo Val di Taro         | etapa accidentada         | 134            | Elisa Longo Borghini | Annemiek van Vleuten |
| 5a etapa | 4 de jul   | Salassa – Ceres                     | etapa de muntanya         | 143,3          | Antonia Niedermaier  | Annemiek van Vleuten |
| 6a etapa | 5 de jul   | Canelli – Canelli                   | etapa de muntanya         | 104,4          | Annemiek van Vleuten | Annemiek van Vleuten |
| 7a etapa | 6 de jul   | Albenga – Alassio                   | etapa accidentada         | 109,1          | Annemiek van Vleuten | Annemiek van Vleuten |
| 8a etapa | 8 de jul   | Nùgoro – Sàsser                     | etapa accidentada         | 125,7          | Blanka Vas           | Annemiek van Vleuten |
| 9a etapa | 9 de jul   | Sàsser – Òlbia                      | etapa accidentada         | 126,8          | Chiara Consonni      | Annemiek van Vleuten |

## Desenvolupament de la cursa

### 1a etapa
30 de juny de 2023. Chianciano Terme. 4,4 km (CRI)
La primera etapa del Giro era una contrarellotge individual de 4,4 quilòmetres al voltant de Chianciano Terme. Una tempesta intensa va provocar nombroses caigudes de corredores com Mavi Garcia i Chloé Dygert qui, tot i això, va aconseguir el millor temps a l'arribada. La vencedora de l'any anterior, Annemiek van Vleuten (Movistar Team) va batre el temps de Dygert just abans que els organitzadors aturessin temporalment la prova a causa del temps. A la represa, Letizia Paternoster (Jayco-AlUla) va batre la neerlandesa per 5 centèsimes.
Quan encara quedaven un centenar de corredores per sortir, l'organització va tornar a suspendre la cursa per la seguretat de les corredores i, aquest cop, ja fou de manera definitiva. Els resultats es van cancel·lar i no es van atorgar mallots de líders de cap categoria.

### 2a etapa
1 de juliol de 2023. Bagno a Ripoli - Marradi. 102,1 km

El pilot atrapa l'escapada protagonitzada per Susanne Andersen i Irene Méndez, que arriben a tenir tres minuts i quaranta-dos segons d'avantatge, a l'últim terç de l'etapa durant l'ascens al Passo della Colla. En la seva part més exigent, Annemiek van Vleuten accelera i aconsegueix arribar sola a meta, esdevenint la primera líder del Giro.
| \| Classificació de l'etapa \| Classificació de l'etapa \| Classificació de l'etapa \| Classificació de l'etapa \| Classificació de l'etapa \| \| Ciclista \| Ciclista \| Equip \| Temps \| \| \| ------------------------ \| ---------------------------------- \| ------------------------ \| ------------------------ \| ------------------------ \| \| 1r \| Annemiek van Vleuten \| Movistar Team \| 2h 40' 06" \| \| \| 2n \| Cecilie Uttrup Ludwig \| FDJ-Suez \| + 45" \| \| \| 3r \| Juliette Labous \| Team dsm-firmenich \| + 45" \| \| \| 4t \| Elisa Longo Borghini \| Lidl-Trek \| + 45" \| \| \| 5è \| Ane Santesteban González \| Team Jayco AlUla \| + 45" \| \| \| 6è \| Margarita Victoria García Cañellas \| Liv Racing TeqFind \| + 45" \| \| \| 7è \| Marta Cavalli \| FDJ-Suez \| + 45" \| \| \| 8è \| Erica Magnaldi \| UAE Team ADQ \| + 45" \| \| \| 9è \| Veronica Ewers \| EF Education-TIBCO-SVB \| + 45" \| \| \| 10è \| Évita Muzic \| FDJ-Suez \| + 45" \| \| |                                    |                        |            |
| |                                    |                        |            |
| |                                    |                        |            |
| Classificació de l'etapa |                                    |                        |            |
| Ciclista | Ciclista                           | Equip                  | Temps      |
| 1r | Annemiek van Vleuten               | Movistar Team          | 2h 40' 06" |
| 2n | Cecilie Uttrup Ludwig              | FDJ-Suez               | + 45"      |
| 3r | Juliette Labous                    | Team dsm-firmenich     | + 45"      |
| 4t | Elisa Longo Borghini               | Lidl-Trek              | + 45"      |
| 5è | Ane Santesteban González           | Team Jayco AlUla       | + 45"      |
| 6è | Margarita Victoria García Cañellas | Liv Racing TeqFind     | + 45"      |
| 7è | Marta Cavalli                      | FDJ-Suez               | + 45"      |
| 8è | Erica Magnaldi                     | UAE Team ADQ           | + 45"      |
| 9è | Veronica Ewers                     | EF Education-TIBCO-SVB | + 45"      |
| 10è | Évita Muzic                        | FDJ-Suez               | + 45"      |

| \| Classificació general \| Classificació general \| Classificació general \| Classificació general \| Classificació general \| \| Ciclista \| Ciclista \| Equip \| Temps \| \| \| --------------------- \| ---------------------------------- \| ---------------------- \| --------------------- \| --------------------- \| \| 1r \| Annemiek van Vleuten \| Movistar Team \| 2h 39' 56" \| \| \| 2n \| Cecilie Uttrup Ludwig \| FDJ-Suez \| + 49" \| \| \| 3r \| Juliette Labous \| Team dsm-firmenich \| + 51" \| \| \| 4t \| Elisa Longo Borghini \| Lidl-Trek \| + 55" \| \| \| 5è \| Ane Santesteban González \| Team Jayco AlUla \| + 55" \| \| \| 6è \| Margarita Victoria García Cañellas \| Liv Racing TeqFind \| + 55" \| \| \| 7è \| Marta Cavalli \| FDJ-Suez \| + 55" \| \| \| 8è \| Erica Magnaldi \| UAE Team ADQ \| + 55" \| \| \| 9è \| Veronica Ewers \| EF Education-TIBCO-SVB \| + 55" \| \| \| 10è \| Évita Muzic \| FDJ-Suez \| + 55" \| \| |                                    |                        |            |
| |                                    |                        |            |
| |                                    |                        |            |
| Classificació general |                                    |                        |            |
| Ciclista | Ciclista                           | Equip                  | Temps      |
| 1r | Annemiek van Vleuten               | Movistar Team          | 2h 39' 56" |
| 2n | Cecilie Uttrup Ludwig              | FDJ-Suez               | + 49"      |
| 3r | Juliette Labous                    | Team dsm-firmenich     | + 51"      |
| 4t | Elisa Longo Borghini               | Lidl-Trek              | + 55"      |
| 5è | Ane Santesteban González           | Team Jayco AlUla       | + 55"      |
| 6è | Margarita Victoria García Cañellas | Liv Racing TeqFind     | + 55"      |
| 7è | Marta Cavalli                      | FDJ-Suez               | + 55"      |
| 8è | Erica Magnaldi                     | UAE Team ADQ           | + 55"      |
| 9è | Veronica Ewers                     | EF Education-TIBCO-SVB | + 55"      |
| 10è | Évita Muzic                        | FDJ-Suez               | + 55"      |

### 3a etapa
2 de juliol de 2023. Formigine - Mòdena. 118,2 km

Hi ha diversos atacs durant l'etapa; però tots són caçats abans que prenguin massa distància, l'últim a 11 quilòmetres de l'arribada a l'sprint, on s'imposa Lorena Wiebes.
| \| Classificació de l'etapa \| Classificació de l'etapa \| Classificació de l'etapa \| Classificació de l'etapa \| Classificació de l'etapa \| \| Ciclista \| Ciclista \| Equip \| Temps \| \| \| ------------------------ \| ------------------------ \| ------------------------ \| ------------------------ \| ------------------------ \| \| 1r \| Lorena Wiebes \| SD Worx \| 2h 55' 33" \| \| \| 2n \| Marianne Vos \| Team Jumbo-Visma \| + 0" \| \| \| 3r \| Chloé Dygert \| Canyon-SRAM Racing \| + 0" \| \| \| 4t \| Megan Jastrab \| Team dsm-firmenich \| + 0" \| \| \| 5è \| Rachele Barbieri \| Liv Racing TeqFind \| + 0" \| \| \| 6è \| Georgia Baker \| Team Jayco AlUla \| + 0" \| \| \| 7è \| Daria Pikulik \| Human Powered Health \| + 0" \| \| \| 8è \| Chiara Consonni \| UAE Team ADQ \| + 0" \| \| \| 9è \| Amalie Dideriksen \| Uno-X Pro Cycling Team \| + 0" \| \| \| 10è \| Silvia Zanardi \| Bepink \| + 0" \| \| |                   |                        |            |
| |                   |                        |            |
| |                   |                        |            |
| Classificació de l'etapa |                   |                        |            |
| Ciclista | Ciclista          | Equip                  | Temps      |
| 1r | Lorena Wiebes     | SD Worx                | 2h 55' 33" |
| 2n | Marianne Vos      | Team Jumbo-Visma       | + 0"       |
| 3r | Chloé Dygert      | Canyon-SRAM Racing     | + 0"       |
| 4t | Megan Jastrab     | Team dsm-firmenich     | + 0"       |
| 5è | Rachele Barbieri  | Liv Racing TeqFind     | + 0"       |
| 6è | Georgia Baker     | Team Jayco AlUla       | + 0"       |
| 7è | Daria Pikulik     | Human Powered Health   | + 0"       |
| 8è | Chiara Consonni   | UAE Team ADQ           | + 0"       |
| 9è | Amalie Dideriksen | Uno-X Pro Cycling Team | + 0"       |
| 10è | Silvia Zanardi    | Bepink                 | + 0"       |

| \| Classificació general \| Classificació general \| Classificació general \| Classificació general \| Classificació general \| \| Ciclista \| Ciclista \| Equip \| Temps \| \| \| --------------------- \| ---------------------------------- \| ---------------------- \| --------------------- \| --------------------- \| \| 1r \| Annemiek van Vleuten \| Movistar Team \| 5h 32' 29" \| \| \| 2n \| Cecilie Uttrup Ludwig \| FDJ-Suez \| + 49" \| \| \| 3r \| Juliette Labous \| Team dsm-firmenich \| + 51" \| \| \| 4t \| Margarita Victoria García Cañellas \| Liv Racing TeqFind \| + 55" \| \| \| 5è \| Elisa Longo Borghini \| Lidl-Trek \| + 55" \| \| \| 6è \| Veronica Ewers \| EF Education-TIBCO-SVB \| + 55" \| \| \| 7è \| Ane Santesteban González \| Team Jayco AlUla \| + 55" \| \| \| 8è \| Marta Cavalli \| FDJ-Suez \| + 55" \| \| \| 9è \| Erica Magnaldi \| UAE Team ADQ \| + 55" \| \| \| 10è \| Gaia Realini \| Lidl-Trek \| + 59" \| \| |                                    |                        |            |
| |                                    |                        |            |
| |                                    |                        |            |
| Classificació general |                                    |                        |            |
| Ciclista | Ciclista                           | Equip                  | Temps      |
| 1r | Annemiek van Vleuten               | Movistar Team          | 5h 32' 29" |
| 2n | Cecilie Uttrup Ludwig              | FDJ-Suez               | + 49"      |
| 3r | Juliette Labous                    | Team dsm-firmenich     | + 51"      |
| 4t | Margarita Victoria García Cañellas | Liv Racing TeqFind     | + 55"      |
| 5è | Elisa Longo Borghini               | Lidl-Trek              | + 55"      |
| 6è | Veronica Ewers                     | EF Education-TIBCO-SVB | + 55"      |
| 7è | Ane Santesteban González           | Team Jayco AlUla       | + 55"      |
| 8è | Marta Cavalli                      | FDJ-Suez               | + 55"      |
| 9è | Erica Magnaldi                     | UAE Team ADQ           | + 55"      |
| 10è | Gaia Realini                       | Lidl-Trek              | + 59"      |

### 4a etapa
3 de juliol de 2023. Fidenza - Borgo val di Taro. 134 km

Al cap de trenta quilòmetres, es forma la primera escapada, integrada per Amalie Dideriksen, Silvia Zanardi i Ilse Pluimers, que arriba a tenir dos minuts d'avantatge. Darrere, Nina Buijsman, Carmela Cipriani i Sara Casasola les persegueixen. Després de la primera dificultat orogràfica, a quaranta-quatre quilòmetres de l'arribada, Pluimers es queda tota sola al davant. Annemiek van Vleuten cau; però pot seguir. Al Passo Montevacà, Veronica Ewers passa a l'atac, atrapa Pluimers i corona el cim amb cinquanta segons d'avantatge. Silvia Persico intenta sortir al descens; però sense èxit. Sara Casasola també ataca; però és atrapada a la següent pujada, on Movistar porta el ritme. Annemiek van Vleuten ataca i només Elisa Longo Borghini la pot seguir. Atrapen Ewers i arriben juntes a la meta, on Elisa Longo Borghini guanya l'esprint.
| \| Classificació de l'etapa \| Classificació de l'etapa \| Classificació de l'etapa \| Classificació de l'etapa \| Classificació de l'etapa \| \| Ciclista \| Ciclista \| Equip \| Temps \| \| \| ------------------------ \| ------------------------ \| ------------------------ \| ------------------------ \| ------------------------ \| \| 1r \| Elisa Longo Borghini \| Lidl-Trek \| 3h 33' 08" \| \| \| 2n \| Veronica Ewers \| EF Education-TIBCO-SVB \| + 0" \| \| \| 3r \| Annemiek van Vleuten \| Movistar Team \| + 0" \| \| \| 4t \| Lorena Wiebes \| SD Worx \| + 40" \| \| \| 5è \| Marianne Vos \| Team Jumbo-Visma \| + 40" \| \| \| 6è \| Chloé Dygert \| Canyon-SRAM Racing \| + 40" \| \| \| 7è \| Silvia Persico \| UAE Team ADQ \| + 40" \| \| \| 8è \| Ruby Roseman-Gannon \| Team Jayco AlUla \| + 40" \| \| \| 9è \| Fem van Empel \| Team Jumbo-Visma \| + 40" \| \| \| 10è \| Anouska Koster \| Uno-X Pro Cycling Team \| + 40" \| \| |                      |                        |            |
| |                      |                        |            |
| |                      |                        |            |
| Classificació de l'etapa |                      |                        |            |
| Ciclista | Ciclista             | Equip                  | Temps      |
| 1r | Elisa Longo Borghini | Lidl-Trek              | 3h 33' 08" |
| 2n | Veronica Ewers       | EF Education-TIBCO-SVB | + 0"       |
| 3r | Annemiek van Vleuten | Movistar Team          | + 0"       |
| 4t | Lorena Wiebes        | SD Worx                | + 40"      |
| 5è | Marianne Vos         | Team Jumbo-Visma       | + 40"      |
| 6è | Chloé Dygert         | Canyon-SRAM Racing     | + 40"      |
| 7è | Silvia Persico       | UAE Team ADQ           | + 40"      |
| 8è | Ruby Roseman-Gannon  | Team Jayco AlUla       | + 40"      |
| 9è | Fem van Empel        | Team Jumbo-Visma       | + 40"      |
| 10è | Anouska Koster       | Uno-X Pro Cycling Team | + 40"      |

| \| Classificació general \| Classificació general \| Classificació general \| Classificació general \| Classificació general \| \| Ciclista \| Ciclista \| Equip \| Temps \| \| \| --------------------- \| ---------------------------------- \| ---------------------- \| --------------------- \| --------------------- \| \| 1r \| Annemiek van Vleuten \| Movistar Team \| 9h 05' 33" \| \| \| 2n \| Elisa Longo Borghini \| Lidl-Trek \| + 49" \| \| \| 3r \| Veronica Ewers \| EF Education-TIBCO-SVB \| + 53" \| \| \| 4t \| Cecilie Uttrup Ludwig \| FDJ-Suez \| + 1' 33" \| \| \| 5è \| Juliette Labous \| Team dsm-firmenich \| + 1' 35" \| \| \| 6è \| Margarita Victoria García Cañellas \| Liv Racing TeqFind \| + 1' 39" \| \| \| 7è \| Ane Santesteban González \| Team Jayco AlUla \| + 1' 39" \| \| \| 8è \| Marta Cavalli \| FDJ-Suez \| + 1' 39" \| \| \| 9è \| Erica Magnaldi \| UAE Team ADQ \| + 1' 39" \| \| \| 10è \| Gaia Realini \| Lidl-Trek \| + 1' 43" \| \| |                                    |                        |            |
| |                                    |                        |            |
| |                                    |                        |            |
| Classificació general |                                    |                        |            |
| Ciclista | Ciclista                           | Equip                  | Temps      |
| 1r | Annemiek van Vleuten               | Movistar Team          | 9h 05' 33" |
| 2n | Elisa Longo Borghini               | Lidl-Trek              | + 49"      |
| 3r | Veronica Ewers                     | EF Education-TIBCO-SVB | + 53"      |
| 4t | Cecilie Uttrup Ludwig              | FDJ-Suez               | + 1' 33"   |
| 5è | Juliette Labous                    | Team dsm-firmenich     | + 1' 35"   |
| 6è | Margarita Victoria García Cañellas | Liv Racing TeqFind     | + 1' 39"   |
| 7è | Ane Santesteban González           | Team Jayco AlUla       | + 1' 39"   |
| 8è | Marta Cavalli                      | FDJ-Suez               | + 1' 39"   |
| 9è | Erica Magnaldi                     | UAE Team ADQ           | + 1' 39"   |
| 10è | Gaia Realini                       | Lidl-Trek              | + 1' 43"   |

### 5a etapa
4 de juliol de 2023. Salassa - Ceres. 143,3 km
A la pujada del Passo del Lupo, situada quinze quilòmetres després de la sortida, Annemiek van Vleuten lidera el grup, que queda reduït ràpidament a vuit corredores: Antonia Niedermaier, Marta Cavalli, Cecilie Uttrup Ludwig, Mavi García, Ane Santesteban, Elisa Longo Borghini, Gaia Realini i Van Vleuten. Al cim, només queden al davant van Vleuten i Realini; però Niamh Fisher-Black i Longo Borghini les atrapen durant la baixada i, a trenta-cinc quilòmetres de l'arribada, Cavalli, Niedermaier, Erica Magnaldi, Silvia Persico i Juliette Labous també s'uneixen al grup capdavanter, en el si del qual no hi ha acord.
Durant l'ascens a Vietti, Van Vleuten torna a accelerar; però no aconsegueix escapar-se. Persico contraataca i l'acompanya Juliette Labous. Niedermaier i Fisher Black també surten del grup a l'últim quilòmetre de la pujada i atrapen Persico i Labous. Aleshores, Niedermaier fa un nou atac i arriba al cim en solitari. A la pujada final de Sant'Ignazio, Van Vleuten ataca amb Longo Borghini; però Niedermaier aconsegueix mantenir l'avantatge al cim. Durant la baixada, Van Vleuten i Elisa Longo Borghini cauen al mateix revolt. La neerlandesa pot reincorporar-se fàcilment; però l'italiana perd molts minuts. Niedermaier aconsegueix mantenir l'avantatge i guanya l'etapa. Darrere, Van Vleuten reforça el seu primer lloc a la classificació general; però Elisa Longo Borghini ha d'abandonar la cursa.
| \| Classificació de l'etapa \| Classificació de l'etapa \| Classificació de l'etapa \| Classificació de l'etapa \| Classificació de l'etapa \| \| Ciclista \| Ciclista \| Equip \| Temps \| \| \| ------------------------ \| ---------------------------------- \| ------------------------ \| ------------------------ \| ------------------------ \| \| 1r \| Antonia Niedermaier \| Canyon-SRAM Racing \| 3h 14' 02" \| \| \| 2n \| Annemiek van Vleuten \| Movistar Team \| + 9" \| \| \| 3r \| Niamh Fisher-Black \| SD Worx \| + 1' 26" \| \| \| 4t \| Juliette Labous \| Team dsm-firmenich \| + 1' 26" \| \| \| 5è \| Veronica Ewers \| EF Education-TIBCO-SVB \| + 1' 26" \| \| \| 6è \| Gaia Realini \| Lidl-Trek \| + 1' 32" \| \| \| 7è \| Margarita Victoria García Cañellas \| Liv Racing TeqFind \| + 2' 01" \| \| \| 8è \| Erica Magnaldi \| UAE Team ADQ \| + 2' 01" \| \| \| 9è \| Fem van Empel \| Team Jumbo-Visma \| + 2' 54" \| \| \| 10è \| Silvia Persico \| UAE Team ADQ \| + 2' 54" \| \| |                                    |                        |            |
| |                                    |                        |            |
| |                                    |                        |            |
| Classificació de l'etapa |                                    |                        |            |
| Ciclista | Ciclista                           | Equip                  | Temps      |
| 1r | Antonia Niedermaier                | Canyon-SRAM Racing     | 3h 14' 02" |
| 2n | Annemiek van Vleuten               | Movistar Team          | + 9"       |
| 3r | Niamh Fisher-Black                 | SD Worx                | + 1' 26"   |
| 4t | Juliette Labous                    | Team dsm-firmenich     | + 1' 26"   |
| 5è | Veronica Ewers                     | EF Education-TIBCO-SVB | + 1' 26"   |
| 6è | Gaia Realini                       | Lidl-Trek              | + 1' 32"   |
| 7è | Margarita Victoria García Cañellas | Liv Racing TeqFind     | + 2' 01"   |
| 8è | Erica Magnaldi                     | UAE Team ADQ           | + 2' 01"   |
| 9è | Fem van Empel                      | Team Jumbo-Visma       | + 2' 54"   |
| 10è | Silvia Persico                     | UAE Team ADQ           | + 2' 54"   |

| \| Classificació general \| Classificació general \| Classificació general \| Classificació general \| Classificació general \| \| Ciclista \| Ciclista \| Equip \| Temps \| \| \| --------------------- \| ---------------------------------- \| ---------------------- \| --------------------- \| --------------------- \| \| 1r \| Annemiek van Vleuten \| Movistar Team \| 12h 19' 36" \| \| \| 2n \| Antonia Niedermaier \| Canyon-SRAM Racing \| + 2' 07" \| \| \| 3r \| Veronica Ewers \| EF Education-TIBCO-SVB \| + 2' 18" \| \| \| 4t \| Juliette Labous \| Team dsm-firmenich \| + 3' 00" \| \| \| 5è \| Gaia Realini \| Lidl-Trek \| + 3' 14" \| \| \| 6è \| Margarita Victoria García Cañellas \| Liv Racing TeqFind \| + 3' 39" \| \| \| 7è \| Erica Magnaldi \| UAE Team ADQ \| + 3' 39" \| \| \| 8è \| Cecilie Uttrup Ludwig \| FDJ-Suez \| + 4' 29" \| \| \| 9è \| Ane Santesteban González \| Team Jayco AlUla \| + 4' 57" \| \| \| 10è \| Niamh Fisher-Black \| SD Worx \| + 5' 03" \| \| |                                    |                        |             |
| |                                    |                        |             |
| |                                    |                        |             |
| Classificació general |                                    |                        |             |
| Ciclista | Ciclista                           | Equip                  | Temps       |
| 1r | Annemiek van Vleuten               | Movistar Team          | 12h 19' 36" |
| 2n | Antonia Niedermaier                | Canyon-SRAM Racing     | + 2' 07"    |
| 3r | Veronica Ewers                     | EF Education-TIBCO-SVB | + 2' 18"    |
| 4t | Juliette Labous                    | Team dsm-firmenich     | + 3' 00"    |
| 5è | Gaia Realini                       | Lidl-Trek              | + 3' 14"    |
| 6è | Margarita Victoria García Cañellas | Liv Racing TeqFind     | + 3' 39"    |
| 7è | Erica Magnaldi                     | UAE Team ADQ           | + 3' 39"    |
| 8è | Cecilie Uttrup Ludwig              | FDJ-Suez               | + 4' 29"    |
| 9è | Ane Santesteban González           | Team Jayco AlUla       | + 4' 57"    |
| 10è | Niamh Fisher-Black                 | SD Worx                | + 5' 03"    |

### 6a etapa
5 de juliol de 2023. Canelli - Canelli. 104,4 km

Durant la pujada a Castino, el pilot atrapa les quatre escapades i, durant el descens, Urška Žigart perd el control de la bicicleta i arrossega la portadora del mallot blanc i guanyadora de la jornada anterior, Antonia Niedermaier. Les dues es veuen obligades a abandonar. A la penúltima ascensió, Juliette Labous marca un ritme alt, fet que porta a la formació d'un grup de favorites amb Van Vleuten, Lippert, Realini i Niamh Fisher-Black. Van Vleuten ataca i ja no és atrapada. Mentrestant, a darrere, la manca d'acord fa que hi hagi un reagrupament i Lorena Wiebes s'imposa a l'arribada del pilot.
| \| Classificació de l'etapa \| Classificació de l'etapa \| Classificació de l'etapa \| Classificació de l'etapa \| Classificació de l'etapa \| \| Ciclista \| Ciclista \| Equip \| Temps \| \| \| ------------------------ \| ---------------------------------- \| ------------------------------ \| ------------------------ \| ------------------------ \| \| 1r \| Annemiek van Vleuten \| Movistar Team \| 2h 39' 04" \| \| \| 2n \| Lorena Wiebes \| SD Worx \| + 20" \| \| \| 3r \| Liane Lippert \| Movistar Team \| + 20" \| \| \| 4t \| Soraya Paladin \| Canyon-SRAM Racing \| + 25" \| \| \| 5è \| Silvia Persico \| UAE Team ADQ \| + 28" \| \| \| 6è \| Niamh Fisher-Black \| SD Worx \| + 28" \| \| \| 7è \| Margarita Victoria García Cañellas \| Liv Racing TeqFind \| + 28" \| \| \| 8è \| Ane Santesteban González \| Team Jayco AlUla \| + 28" \| \| \| 9è \| Fem van Empel \| Team Jumbo-Visma \| + 31" \| \| \| 10è \| Ally Wollaston \| AG Insurance-Soudal Quick-Step \| + 31" \| \| |                                    |                                |            |
| |                                    |                                |            |
| |                                    |                                |            |
| Classificació de l'etapa |                                    |                                |            |
| Ciclista | Ciclista                           | Equip                          | Temps      |
| 1r | Annemiek van Vleuten               | Movistar Team                  | 2h 39' 04" |
| 2n | Lorena Wiebes                      | SD Worx                        | + 20"      |
| 3r | Liane Lippert                      | Movistar Team                  | + 20"      |
| 4t | Soraya Paladin                     | Canyon-SRAM Racing             | + 25"      |
| 5è | Silvia Persico                     | UAE Team ADQ                   | + 28"      |
| 6è | Niamh Fisher-Black                 | SD Worx                        | + 28"      |
| 7è | Margarita Victoria García Cañellas | Liv Racing TeqFind             | + 28"      |
| 8è | Ane Santesteban González           | Team Jayco AlUla               | + 28"      |
| 9è | Fem van Empel                      | Team Jumbo-Visma               | + 31"      |
| 10è | Ally Wollaston                     | AG Insurance-Soudal Quick-Step | + 31"      |

| \| Classificació general \| Classificació general \| Classificació general \| Classificació general \| Classificació general \| \| Ciclista \| Ciclista \| Equip \| Temps \| \| \| --------------------- \| ---------------------------------- \| ---------------------- \| --------------------- \| --------------------- \| \| 1r \| Annemiek van Vleuten \| Movistar Team \| 14h 58' 29" \| \| \| 2n \| Veronica Ewers \| EF Education-TIBCO-SVB \| + 3' 03" \| \| \| 3r \| Juliette Labous \| Team dsm-firmenich \| + 3' 39" \| \| \| 4t \| Gaia Realini \| Lidl-Trek \| + 3' 59" \| \| \| 5è \| Margarita Victoria García Cañellas \| Liv Racing TeqFind \| + 4' 18" \| \| \| 6è \| Erica Magnaldi \| UAE Team ADQ \| + 4' 21" \| \| \| 7è \| Cecilie Uttrup Ludwig \| FDJ-Suez \| + 5' 11" \| \| \| 8è \| Ane Santesteban González \| Team Jayco AlUla \| + 5' 36" \| \| \| 9è \| Niamh Fisher-Black \| SD Worx \| + 5' 42" \| \| \| 10è \| Silvia Persico \| UAE Team ADQ \| + 5' 50" \| \| |                                    |                        |             |
| |                                    |                        |             |
| |                                    |                        |             |
| Classificació general |                                    |                        |             |
| Ciclista | Ciclista                           | Equip                  | Temps       |
| 1r | Annemiek van Vleuten               | Movistar Team          | 14h 58' 29" |
| 2n | Veronica Ewers                     | EF Education-TIBCO-SVB | + 3' 03"    |
| 3r | Juliette Labous                    | Team dsm-firmenich     | + 3' 39"    |
| 4t | Gaia Realini                       | Lidl-Trek              | + 3' 59"    |
| 5è | Margarita Victoria García Cañellas | Liv Racing TeqFind     | + 4' 18"    |
| 6è | Erica Magnaldi                     | UAE Team ADQ           | + 4' 21"    |
| 7è | Cecilie Uttrup Ludwig              | FDJ-Suez               | + 5' 11"    |
| 8è | Ane Santesteban González           | Team Jayco AlUla       | + 5' 36"    |
| 9è | Niamh Fisher-Black                 | SD Worx                | + 5' 42"    |
| 10è | Silvia Persico                     | UAE Team ADQ           | + 5' 50"    |

### 7a etapa
6 de juliol de 2023. Albenga - Alassio. 109,1 km

Hi ha diversos intents de fuga durant l'inici de l'etapa; però hi ha un reagrupament general al peu de Cima Paravenna. Mavi Garcia ataca a quatre quilòmetres del cim i Juliette Labous i Gaia Realini lideren un grup de favorites que volen mantenir-se en contacte amb Garcia. A Paravenna, Labous i Lippert van passar a l'ofensiva, però ràpidament van ser atrapades. Fisher-Black contraataca; després Van Vleuten. Queda llavors un quilòmetre i mig de pujada. Realini i Labous tornen a atrapar Van Vleuten. Veronica Ewers es queda enrere. En l'ascens final, Van Vleuten ataca i torna a guanyar.
| \| Classificació de l'etapa \| Classificació de l'etapa \| Classificació de l'etapa \| Classificació de l'etapa \| Classificació de l'etapa \| \| Ciclista \| Ciclista \| Equip \| Temps \| \| \| ------------------------ \| ---------------------------------- \| ------------------------ \| ------------------------ \| ------------------------ \| \| 1r \| Annemiek van Vleuten \| Movistar Team \| 3h 07' 52" \| \| \| 2n \| Juliette Labous \| Team dsm-firmenich \| + 13" \| \| \| 3r \| Gaia Realini \| Lidl-Trek \| + 20" \| \| \| 4t \| Liane Lippert \| Movistar Team \| + 49" \| \| \| 5è \| Cecilie Uttrup Ludwig \| FDJ-Suez \| + 55" \| \| \| 6è \| Silvia Persico \| UAE Team ADQ \| + 1' 01" \| \| \| 7è \| Évita Muzic \| FDJ-Suez \| + 1' 06" \| \| \| 8è \| Niamh Fisher-Black \| SD Worx \| + 1' 06" \| \| \| 9è \| Erica Magnaldi \| UAE Team ADQ \| + 1' 06" \| \| \| 10è \| Margarita Victoria García Cañellas \| Liv Racing TeqFind \| + 1' 57" \| \| |                                    |                    |            |
| |                                    |                    |            |
| |                                    |                    |            |
| Classificació de l'etapa |                                    |                    |            |
| Ciclista | Ciclista                           | Equip              | Temps      |
| 1r | Annemiek van Vleuten               | Movistar Team      | 3h 07' 52" |
| 2n | Juliette Labous                    | Team dsm-firmenich | + 13"      |
| 3r | Gaia Realini                       | Lidl-Trek          | + 20"      |
| 4t | Liane Lippert                      | Movistar Team      | + 49"      |
| 5è | Cecilie Uttrup Ludwig              | FDJ-Suez           | + 55"      |
| 6è | Silvia Persico                     | UAE Team ADQ       | + 1' 01"   |
| 7è | Évita Muzic                        | FDJ-Suez           | + 1' 06"   |
| 8è | Niamh Fisher-Black                 | SD Worx            | + 1' 06"   |
| 9è | Erica Magnaldi                     | UAE Team ADQ       | + 1' 06"   |
| 10è | Margarita Victoria García Cañellas | Liv Racing TeqFind | + 1' 57"   |

| \| Classificació general \| Classificació general \| Classificació general \| Classificació general \| Classificació general \| \| Ciclista \| Ciclista \| Equip \| Temps \| \| \| --------------------- \| ---------------------------------- \| ---------------------- \| --------------------- \| --------------------- \| \| 1r \| Annemiek van Vleuten \| Movistar Team \| 18h 06' 11" \| \| \| 2n \| Juliette Labous \| Team dsm-firmenich \| + 3' 56" \| \| \| 3r \| Gaia Realini \| Lidl-Trek \| + 4' 25" \| \| \| 4t \| Veronica Ewers \| EF Education-TIBCO-SVB \| + 5' 35" \| \| \| 5è \| Erica Magnaldi \| UAE Team ADQ \| + 5' 37" \| \| \| 6è \| Cecilie Uttrup Ludwig \| FDJ-Suez \| + 6' 16" \| \| \| 7è \| Margarita Victoria García Cañellas \| Liv Racing TeqFind \| + 6' 25" \| \| \| 8è \| Niamh Fisher-Black \| SD Worx \| + 6' 58" \| \| \| 9è \| Silvia Persico \| UAE Team ADQ \| + 7' 01" \| \| \| 10è \| Ane Santesteban González \| Team Jayco AlUla \| + 9' 12" \| \| |                                    |                        |             |
| |                                    |                        |             |
| |                                    |                        |             |
| Classificació general |                                    |                        |             |
| Ciclista | Ciclista                           | Equip                  | Temps       |
| 1r | Annemiek van Vleuten               | Movistar Team          | 18h 06' 11" |
| 2n | Juliette Labous                    | Team dsm-firmenich     | + 3' 56"    |
| 3r | Gaia Realini                       | Lidl-Trek              | + 4' 25"    |
| 4t | Veronica Ewers                     | EF Education-TIBCO-SVB | + 5' 35"    |
| 5è | Erica Magnaldi                     | UAE Team ADQ           | + 5' 37"    |
| 6è | Cecilie Uttrup Ludwig              | FDJ-Suez               | + 6' 16"    |
| 7è | Margarita Victoria García Cañellas | Liv Racing TeqFind     | + 6' 25"    |
| 8è | Niamh Fisher-Black                 | SD Worx                | + 6' 58"    |
| 9è | Silvia Persico                     | UAE Team ADQ           | + 7' 01"    |
| 10è | Ane Santesteban González           | Team Jayco AlUla       | + 9' 12"    |

### 8a etapa
8 de juliol de 2023. Nuoro - Sàsser. 125,7 km
| \| Classificació de l'etapa \| Classificació de l'etapa \| Classificació de l'etapa \| Classificació de l'etapa \| Classificació de l'etapa \| \| Ciclista \| Ciclista \| Equip \| Temps \| \| \| ------------------------ \| ---------------------------------- \| ------------------------------ \| ------------------------ \| ------------------------ \| \| 1r \| Blanka Vas \| SD Worx \| 3h 00' 41" \| \| \| 2n \| Chloé Dygert \| Canyon-SRAM Racing \| + 0" \| \| \| 3r \| Liane Lippert \| Movistar Team \| + 0" \| \| \| 4t \| Silvia Persico \| UAE Team ADQ \| + 0" \| \| \| 5è \| Ally Wollaston \| AG Insurance-Soudal Quick-Step \| + 0" \| \| \| 6è \| Cecilie Uttrup Ludwig \| FDJ-Suez \| + 0" \| \| \| 7è \| Margarita Victoria García Cañellas \| Liv Racing TeqFind \| + 0" \| \| \| 8è \| Greta Marturano \| Fenix-Deceuninck \| + 0" \| \| \| 9è \| Ane Santesteban González \| Team Jayco AlUla \| + 0" \| \| \| 10è \| Marianne Vos \| Team Jumbo-Visma \| + 0" \| \| |                                    |                                |            |
| |                                    |                                |            |
| |                                    |                                |            |
| Classificació de l'etapa |                                    |                                |            |
| Ciclista | Ciclista                           | Equip                          | Temps      |
| 1r | Blanka Vas                         | SD Worx                        | 3h 00' 41" |
| 2n | Chloé Dygert                       | Canyon-SRAM Racing             | + 0"       |
| 3r | Liane Lippert                      | Movistar Team                  | + 0"       |
| 4t | Silvia Persico                     | UAE Team ADQ                   | + 0"       |
| 5è | Ally Wollaston                     | AG Insurance-Soudal Quick-Step | + 0"       |
| 6è | Cecilie Uttrup Ludwig              | FDJ-Suez                       | + 0"       |
| 7è | Margarita Victoria García Cañellas | Liv Racing TeqFind             | + 0"       |
| 8è | Greta Marturano                    | Fenix-Deceuninck               | + 0"       |
| 9è | Ane Santesteban González           | Team Jayco AlUla               | + 0"       |
| 10è | Marianne Vos                       | Team Jumbo-Visma               | + 0"       |

| \| Classificació general \| Classificació general \| Classificació general \| Classificació general \| Classificació general \| \| Ciclista \| Ciclista \| Equip \| Temps \| \| \| --------------------- \| ---------------------------------- \| ---------------------- \| --------------------- \| --------------------- \| \| 1r \| Annemiek van Vleuten \| Movistar Team \| 21h 06' 52" \| \| \| 2n \| Juliette Labous \| Team dsm-firmenich \| + 3' 56" \| \| \| 3r \| Gaia Realini \| Lidl-Trek \| + 4' 23" \| \| \| 4t \| Erica Magnaldi \| UAE Team ADQ \| + 5' 34" \| \| \| 5è \| Veronica Ewers \| EF Education-TIBCO-SVB \| + 5' 35" \| \| \| 6è \| Cecilie Uttrup Ludwig \| FDJ-Suez \| + 6' 16" \| \| \| 7è \| Margarita Victoria García Cañellas \| Liv Racing TeqFind \| + 6' 25" \| \| \| 8è \| Silvia Persico \| UAE Team ADQ \| + 7' 01" \| \| \| 9è \| Niamh Fisher-Black \| SD Worx \| + 7' 28" \| \| \| 10è \| Ane Santesteban González \| Team Jayco AlUla \| + 9' 12" \| \| |                                    |                        |             |
| |                                    |                        |             |
| |                                    |                        |             |
| Classificació general |                                    |                        |             |
| Ciclista | Ciclista                           | Equip                  | Temps       |
| 1r | Annemiek van Vleuten               | Movistar Team          | 21h 06' 52" |
| 2n | Juliette Labous                    | Team dsm-firmenich     | + 3' 56"    |
| 3r | Gaia Realini                       | Lidl-Trek              | + 4' 23"    |
| 4t | Erica Magnaldi                     | UAE Team ADQ           | + 5' 34"    |
| 5è | Veronica Ewers                     | EF Education-TIBCO-SVB | + 5' 35"    |
| 6è | Cecilie Uttrup Ludwig              | FDJ-Suez               | + 6' 16"    |
| 7è | Margarita Victoria García Cañellas | Liv Racing TeqFind     | + 6' 25"    |
| 8è | Silvia Persico                     | UAE Team ADQ           | + 7' 01"    |
| 9è | Niamh Fisher-Black                 | SD Worx                | + 7' 28"    |
| 10è | Ane Santesteban González           | Team Jayco AlUla       | + 9' 12"    |

### 9a etapa
9 de juliol de 2023. Sàsser - Òlbia. 126,8 km
| \| Classificació de l'etapa \| Classificació de l'etapa \| Classificació de l'etapa \| Classificació de l'etapa \| Classificació de l'etapa \| \| Ciclista \| Ciclista \| Equip \| Temps \| \| \| ------------------------ \| ------------------------ \| ------------------------------ \| ------------------------ \| ------------------------ \| \| 1r \| Chiara Consonni \| UAE Team ADQ \| 3h 19' 33" \| \| \| 2n \| Marianne Vos \| Team Jumbo-Visma \| + 0" \| \| \| 3r \| Ally Wollaston \| AG Insurance-Soudal Quick-Step \| + 0" \| \| \| 4t \| Chloé Dygert \| Canyon-SRAM Racing \| + 0" \| \| \| 5è \| Megan Jastrab \| Team dsm-firmenich \| + 0" \| \| \| 6è \| Rachele Barbieri \| Liv Racing TeqFind \| + 0" \| \| \| 7è \| Susanne Andersen \| Uno-X Pro Cycling Team \| + 0" \| \| \| 8è \| Letizia Paternoster \| Team Jayco AlUla \| + 0" \| \| \| 9è \| Gladys Verhulst \| FDJ-Suez \| + 0" \| \| |                     |                                |            |
| |                     |                                |            |
| |                     |                                |            |
| Classificació de l'etapa |                     |                                |            |
| Ciclista | Ciclista            | Equip                          | Temps      |
| 1r | Chiara Consonni     | UAE Team ADQ                   | 3h 19' 33" |
| 2n | Marianne Vos        | Team Jumbo-Visma               | + 0"       |
| 3r | Ally Wollaston      | AG Insurance-Soudal Quick-Step | + 0"       |
| 4t | Chloé Dygert        | Canyon-SRAM Racing             | + 0"       |
| 5è | Megan Jastrab       | Team dsm-firmenich             | + 0"       |
| 6è | Rachele Barbieri    | Liv Racing TeqFind             | + 0"       |
| 7è | Susanne Andersen    | Uno-X Pro Cycling Team         | + 0"       |
| 8è | Letizia Paternoster | Team Jayco AlUla               | + 0"       |
| 9è | Gladys Verhulst     | FDJ-Suez                       | + 0"       |

## Classificacions finals

### Classificació general final
| \| Classificació general \| Classificació general \| Classificació general \| Classificació general \| Classificació general \| \| Ciclista \| Ciclista \| Equip \| Temps \| \| \| --------------------- \| ---------------------------------- \| ---------------------- \| --------------------- \| --------------------- \| \| 1r \| Annemiek van Vleuten \| Movistar Team \| 24h 26' 25" \| \| \| 2n \| Juliette Labous \| Team dsm-firmenich \| + 3' 56" \| \| \| 3r \| Gaia Realini \| Lidl-Trek \| + 4' 23" \| \| \| 4t \| Veronica Ewers \| EF Education-TIBCO-SVB \| + 5' 34" \| \| \| 5è \| Erica Magnaldi \| UAE Team ADQ \| + 5' 34" \| \| \| 6è \| Cecilie Uttrup Ludwig \| FDJ-Suez \| + 6' 16" \| \| \| 7è \| Margarita Victoria García Cañellas \| Liv Racing TeqFind \| + 6' 25" \| \| \| 8è \| Silvia Persico \| UAE Team ADQ \| + 6' 59" \| \| \| 9è \| Niamh Fisher-Black \| SD Worx \| + 7' 28" \| \| \| 10è \| Ane Santesteban González \| Team Jayco AlUla \| + 9' 12" \| \| |                                    |                        |             |
| |                                    |                        |             |
| |                                    |                        |             |
| Classificació general |                                    |                        |             |
| Ciclista | Ciclista                           | Equip                  | Temps       |
| 1r | Annemiek van Vleuten               | Movistar Team          | 24h 26' 25" |
| 2n | Juliette Labous                    | Team dsm-firmenich     | + 3' 56"    |
| 3r | Gaia Realini                       | Lidl-Trek              | + 4' 23"    |
| 4t | Veronica Ewers                     | EF Education-TIBCO-SVB | + 5' 34"    |
| 5è | Erica Magnaldi                     | UAE Team ADQ           | + 5' 34"    |
| 6è | Cecilie Uttrup Ludwig              | FDJ-Suez               | + 6' 16"    |
| 7è | Margarita Victoria García Cañellas | Liv Racing TeqFind     | + 6' 25"    |
| 8è | Silvia Persico                     | UAE Team ADQ           | + 6' 59"    |
| 9è | Niamh Fisher-Black                 | SD Worx                | + 7' 28"    |
| 10è | Ane Santesteban González           | Team Jayco AlUla       | + 9' 12"    |

### Classificacions addicionals
| Classificació per punts | Classificació per punts            | Classificació per punts | Classificació per punts | Classificació per punts |
| Ciclista                | Ciclista                           | Equip                   | Punts                   |                         |
| ----------------------- | ---------------------------------- | ----------------------- | ----------------------- | ----------------------- |
| 1r                      | Annemiek van Vleuten               | Movistar Team           | 67 pts                  |                         |
| 2n                      | Chloé Dygert                       | Canyon-SRAM Racing      | 35 pts                  |                         |
| 3r                      | Marianne Vos                       | Team Jumbo-Visma        | 31 pts                  |                         |
| 4t                      | Juliette Labous                    | Team dsm-firmenich      | 30 pts                  |                         |
| 5è                      | Liane Lippert                      | Movistar Team           | 28 pts                  |                         |
| 6è                      | Silvia Persico                     | UAE Team ADQ            | 24 pts                  |                         |
| 7è                      | Cecilie Uttrup Ludwig              | FDJ-Suez                | 23 pts                  |                         |
| 8è                      | Veronica Ewers                     | EF Education-TIBCO-SVB  | 20 pts                  |                         |
| 9è                      | Chiara Consonni                    | UAE Team ADQ            | 18 pts                  |                         |
| 10è                     | Margarita Victoria García Cañellas | Liv Racing TeqFind      | 18 pts                  |                         |

| Classificació per punts | Classificació per punts            | Classificació per punts | Classificació per punts | Classificació per punts |
| Ciclista                | Ciclista                           | Equip                   | Punts                   |                         |
| ----------------------- | ---------------------------------- | ----------------------- | ----------------------- | ----------------------- |
| 1r                      | Annemiek van Vleuten               | Movistar Team           | 67 pts                  |                         |
| 2n                      | Chloé Dygert                       | Canyon-SRAM Racing      | 35 pts                  |                         |
| 3r                      | Marianne Vos                       | Team Jumbo-Visma        | 31 pts                  |                         |
| 4t                      | Juliette Labous                    | Team dsm-firmenich      | 30 pts                  |                         |
| 5è                      | Liane Lippert                      | Movistar Team           | 28 pts                  |                         |
| 6è                      | Silvia Persico                     | UAE Team ADQ            | 24 pts                  |                         |
| 7è                      | Cecilie Uttrup Ludwig              | FDJ-Suez                | 23 pts                  |                         |
| 8è                      | Veronica Ewers                     | EF Education-TIBCO-SVB  | 20 pts                  |                         |
| 9è                      | Chiara Consonni                    | UAE Team ADQ            | 18 pts                  |                         |
| 10è                     | Margarita Victoria García Cañellas | Liv Racing TeqFind      | 18 pts                  |                         |

| Classificació de la muntanya | Classificació de la muntanya | Classificació de la muntanya | Classificació de la muntanya | Classificació de la muntanya |
| Ciclista                     | Ciclista                     | Equip                        | Punts                        |                              |
| ---------------------------- | ---------------------------- | ---------------------------- | ---------------------------- | ---------------------------- |
| 1r                           | Annemiek van Vleuten         | Movistar Team                | 71 pts                       |                              |
| 2n                           | Gaia Realini                 | Lidl-Trek                    | 35 pts                       |                              |
| 3r                           | Niamh Fisher-Black           | SD Worx                      | 34 pts                       |                              |
| 4t                           | Fem van Empel                | Team Jumbo-Visma             | 24 pts                       |                              |
| 5è                           | Marta Cavalli                | FDJ-Suez                     | 23 pts                       |                              |
| 6è                           | Veronica Ewers               | EF Education-TIBCO-SVB       | 18 pts                       |                              |
| 7è                           | Anouska Koster               | Uno-X Pro Cycling Team       | 15 pts                       |                              |
| 8è                           | Liane Lippert                | Movistar Team                | 15 pts                       |                              |
| 9è                           | Juliette Labous              | Team dsm-firmenich           | 13 pts                       |                              |
| 10è                          | Ane Santesteban González     | Team Jayco AlUla             | 11 pts                       |                              |

| Classificació de la muntanya | Classificació de la muntanya | Classificació de la muntanya | Classificació de la muntanya | Classificació de la muntanya |
| Ciclista                     | Ciclista                     | Equip                        | Punts                        |                              |
| ---------------------------- | ---------------------------- | ---------------------------- | ---------------------------- | ---------------------------- |
| 1r                           | Annemiek van Vleuten         | Movistar Team                | 71 pts                       |                              |
| 2n                           | Gaia Realini                 | Lidl-Trek                    | 35 pts                       |                              |
| 3r                           | Niamh Fisher-Black           | SD Worx                      | 34 pts                       |                              |
| 4t                           | Fem van Empel                | Team Jumbo-Visma             | 24 pts                       |                              |
| 5è                           | Marta Cavalli                | FDJ-Suez                     | 23 pts                       |                              |
| 6è                           | Veronica Ewers               | EF Education-TIBCO-SVB       | 18 pts                       |                              |
| 7è                           | Anouska Koster               | Uno-X Pro Cycling Team       | 15 pts                       |                              |
| 8è                           | Liane Lippert                | Movistar Team                | 15 pts                       |                              |
| 9è                           | Juliette Labous              | Team dsm-firmenich           | 13 pts                       |                              |
| 10è                          | Ane Santesteban González     | Team Jayco AlUla             | 11 pts                       |                              |

| Classificació de la millor jove | Classificació de la millor jove | Classificació de la millor jove | Classificació de la millor jove | Classificació de la millor jove |
| Ciclista                        | Ciclista                        | Equip                           | Temps                           |                                 |
| ------------------------------- | ------------------------------- | ------------------------------- | ------------------------------- | ------------------------------- |
| 1r                              | Gaia Realini                    | Lidl-Trek                       | 24h 30' 48"                     |                                 |
| 2n                              | Fem van Empel                   | Team Jumbo-Visma                | + 6' 21"                        |                                 |
| 3r                              | Anna Shackley                   | SD Worx                         | + 8' 15"                        |                                 |
| 4t                              | Petra Stiasny                   | Fenix-Deceuninck                | + 25' 48"                       |                                 |
| 5è                              | Shirin van Anrooij              | Lidl-Trek                       | + 29' 13"                       |                                 |
| 6è                              | Francesca Barale                | Team dsm-firmenich              | + 31' 37"                       |                                 |
| 7è                              | Noemi Rüegg                     | Team Jumbo-Visma                | + 37' 27"                       |                                 |
| 8è                              | Blanka Vas                      | SD Worx                         | + 45' 32"                       |                                 |
| 9è                              | Gaia Masetti                    | AG Insurance-Soudal Quick-Step  | + 49' 45"                       |                                 |
| 10è                             | Ally Wollaston                  | AG Insurance-Soudal Quick-Step  | + 50' 30"                       |                                 |

| Classificació de la millor jove | Classificació de la millor jove | Classificació de la millor jove | Classificació de la millor jove | Classificació de la millor jove |
| Ciclista                        | Ciclista                        | Equip                           | Temps                           |                                 |
| ------------------------------- | ------------------------------- | ------------------------------- | ------------------------------- | ------------------------------- |
| 1r                              | Gaia Realini                    | Lidl-Trek                       | 24h 30' 48"                     |                                 |
| 2n                              | Fem van Empel                   | Team Jumbo-Visma                | + 6' 21"                        |                                 |
| 3r                              | Anna Shackley                   | SD Worx                         | + 8' 15"                        |                                 |
| 4t                              | Petra Stiasny                   | Fenix-Deceuninck                | + 25' 48"                       |                                 |
| 5è                              | Shirin van Anrooij              | Lidl-Trek                       | + 29' 13"                       |                                 |
| 6è                              | Francesca Barale                | Team dsm-firmenich              | + 31' 37"                       |                                 |
| 7è                              | Noemi Rüegg                     | Team Jumbo-Visma                | + 37' 27"                       |                                 |
| 8è                              | Blanka Vas                      | SD Worx                         | + 45' 32"                       |                                 |
| 9è                              | Gaia Masetti                    | AG Insurance-Soudal Quick-Step  | + 49' 45"                       |                                 |
| 10è                             | Ally Wollaston                  | AG Insurance-Soudal Quick-Step  | + 50' 30"                       |                                 |

### Punts UCI atorgats
| Posició               | 1a  | 2a  | 3a  | 4a  | 5a  | 6a  | 7a  | 8a  | 9a | 10a | 11a | 12a | 13a | 14a | 15a | 16a a 20a | 21a a 30a | 31a a 40 |
| Classificació general | 400 | 320 | 260 | 220 | 180 | 140 | 120 | 100 | 80 | 68  | 56  | 48  | 40  | 32  | 28  | 24        | 16        | 8        |
| Per etapa             | 50  | 40  | 30  | 24  | 20  | 18  | 15  | 10  | 8  | 6   |     |     |     |     |     |           |           |          |
| Líder, per etapa      | 8   |     |     |     |     |     |     |     |    |     |     |     |     |     |     |           |           |          |
| Millor jove           | 6   | 4   | 2   |     |     |     |     |     |    |     |     |     |     |     |     |           |           |          |

## Evolució de les classificacions
| Etapa                  | Guanyadora             | Classificació general | Classificació per punts | Classificació de muntanya | Classificació de joves | Classificació d'italianes | Classificació per equips |
| ---------------------- | ---------------------- | --------------------- | ----------------------- | ------------------------- | ---------------------- | ------------------------- | ------------------------ |
| 1                      | etapa cancel·lada      | etapa cancel·lada     | etapa cancel·lada       | etapa cancel·lada         | etapa cancel·lada      | etapa cancel·lada         | etapa cancel·lada        |
| 2                      | Annemiek van Vleuten   | Annemiek van Vleuten  | Annemiek van Vleuten    | Annemiek van Vleuten      | Gaia Realini           | Elisa Longo Borghini      | FDJ Suez                 |
| 3                      | Lorena Wiebes          | Annemiek van Vleuten  | Annemiek van Vleuten    | Marta Cavalli             | Gaia Realini           | Elisa Longo Borghini      | FDJ Suez                 |
| 4                      | Elisa Longo Borghini   | Annemiek van Vleuten  | Annemiek van Vleuten    | Marta Cavalli             | Gaia Realini           | Elisa Longo Borghini      | FDJ Suez                 |
| 5                      | Antònia Niedermaier    | Annemiek van Vleuten  | Annemiek van Vleuten    | Annemiek van Vleuten      | Antònia Niedermaier    | Gaia Realini              | Lidl Trek                |
| 6                      | Annemiek van Vleuten   | Annemiek van Vleuten  | Annemiek van Vleuten    | Annemiek van Vleuten      | Gaia Realini           | Gaia Realini              | Lidl Trek                |
| 7                      | Annemiek van Vleuten   | Annemiek van Vleuten  | Annemiek van Vleuten    | Annemiek van Vleuten      | Gaia Realini           | Gaia Realini              | Movistar                 |
| 8                      | Kata Blanka Vass       | Annemiek van Vleuten  | Annemiek van Vleuten    | Annemiek van Vleuten      | Gaia Realini           | Gaia Realini              | Movistar                 |
| 9                      | Chiara Consonni        | Annemiek van Vleuten  | Annemiek van Vleuten    | Annemiek van Vleuten      | Gaia Realini           | Gaia Realini              | Movistar                 |
| Classificacions finals | Classificacions finals | Annemiek van Vleuten  | Annemiek van Vleuten    | Annemiek van Vleuten      | Gaia Realini           | Gaia Realini              | Movistar                 |

## Llista de participants
| Movistar Team MOV | Movistar Team MOV                 | Movistar Team MOV |
| ----------------- | --------------------------------- | ----------------- |
| Núm               | Ciclista                          | Pos               |
| 1                 | Annemiek van Vleuten (NED) (ruta) | 1r                |
| 2                 | Aude Biannic (FRA)                | 104è              |
| 3                 | Sheyla Gutiérrez Ruiz (ESP)       | 118è              |
| 4                 | Liane Lippert (GER) (ruta)        | 16è               |
| 5                 | Floortje Mackaij (NED)            | 41è               |
| 6                 | Sara Martín Martín (ESP)          | 83è               |
| 7                 | Paula Patiño (COL)                | 18è               |

| AG Insurance-Soudal Quick-Step AGS | AG Insurance-Soudal Quick-Step AGS | AG Insurance-Soudal Quick-Step AGS |
| ---------------------------------- | ---------------------------------- | ---------------------------------- |
| Núm                                | Ciclista                           | Pos                                |
| 11                                 | Justine Ghekiere (BEL)             | 24è                                |
| 12                                 | Marthe Goossens (BEL)              | 61è                                |
| 13                                 | Britt Knaven (BEL)                 | NP-5                               |
| 14                                 | Gaia Masetti (ITA)                 | 45è                                |
| 15                                 | Ilse Pluimers (NED)                | 70è                                |
| 16                                 | Ally Wollaston (NZL) (ruta)        | 46è                                |
| 17                                 | Maud Rijnbeek (NED)                | 64è                                |

| Aromitalia-Basso Bikes-Vaiano VAI | Aromitalia-Basso Bikes-Vaiano VAI | Aromitalia-Basso Bikes-Vaiano VAI |
| --------------------------------- | --------------------------------- | --------------------------------- |
| Núm                               | Ciclista                          | Pos                               |
| 21                                | Irene Affolati (ITA)              | 120è                              |
| 22                                | Lara Scarselli (ITA)              | DNF-6                             |
| 23                                | Francesca Baroni (ITA)            | 98è                               |
| 24                                | Fanny Bonini (ITA)                | 128è                              |
| 25                                | Milena Del Sarto (ITA)            | DNF-9                             |
| 26                                | Rasa Leleivytė (LTU)              | 75è                               |
| 27                                | Ainhoa Moreno (ESP)               | DNF-4                             |

| Bepink BPK | Bepink BPK                 | Bepink BPK |
| ---------- | -------------------------- | ---------- |
| Núm        | Ciclista                   | Pos        |
| 31         | Andrea Casagranda (ITA)    | 123è       |
| 32         | Valentina Basilico (ITA)   | 96è        |
| 33         | Karolina Karasiewicz (POL) | FC-5       |
| 34         | Prisca Savi (ITA)          | 127è       |
| 35         | Giorgia Vettorello (ITA)   | 66è        |
| 36         | Matilde Vitillo (ITA)      | 78è        |
| 37         | Silvia Zanardi (ITA)       | 54è        |

| Bizkaia-Durango BDP | Bizkaia-Durango BDP                | Bizkaia-Durango BDP |
| ------------------- | ---------------------------------- | ------------------- |
| Núm                 | Ciclista                           | Pos                 |
| 41                  | Lucía González Blanco (ESP)        | 71è                 |
| 42                  | Ana Vitória Magalhães (BRA) (ruta) | NP-4                |
| 43                  | Sandra Gutiérrez Conde (ESP)       | 132è                |
| 44                  | Irene Mendez Melgarejo (ESP)       | 119è                |
| 45                  | Beatriz Pereira (POR)              | 133è                |
| 46                  | Sofia Rodriguez Revert (ESP)       | DNF-9               |
| 47                  | Catalina Soto (CHI)                | DNF-9               |

| Born To Win-G20-Ambedo BTW | Born To Win-G20-Ambedo BTW | Born To Win-G20-Ambedo BTW |
| -------------------------- | -------------------------- | -------------------------- |
| Núm                        | Ciclista                   | Pos                        |
| 51                         | Sofia Barbieri (ITA)       | DNF-3                      |
| 52                         | Sara Casasola (ITA)        | DNF-8                      |
| 53                         | Lea Fuchs (SUI)            | 106è                       |
| 54                         | Nika Myalitsina            | DNF-5                      |
| 55                         | Yana Myalitsina            | 100è                       |
| 56                         | Vanessa Santeliz (VEN)     | FC-5                       |
| 57                         | Ella Simpson (AUS)         | DNF-3                      |

| Canyon-SRAM Racing CSR | Canyon-SRAM Racing CSR            | Canyon-SRAM Racing CSR |
| ---------------------- | --------------------------------- | ---------------------- |
| Núm                    | Ciclista                          | Pos                    |
| 61                     | Neve Bradbury (AUS)               | DNF-9                  |
| 62                     | Tiffany Cromwell (AUS)            | 63è                    |
| 63                     | Chloé Dygert (USA) (ruta i crono) | 32è                    |
| 64                     | Antonia Niedermaier (GER)         | DNF-6                  |
| 65                     | Soraya Paladin (ITA)              | 27è                    |
| 66                     | Pauliena Rooijakkers (NED)        | 12è                    |
| 67                     | Sarah Roy (AUS)                   | 39è                    |

| EF Education-TIBCO-SVB TIB | EF Education-TIBCO-SVB TIB     | EF Education-TIBCO-SVB TIB |
| -------------------------- | ------------------------------ | -------------------------- |
| Núm                        | Ciclista                       | Pos                        |
| 71                         | Elizabeth Banks (GBR)          | 99è                        |
| 72                         | Letizia Borghesi (ITA)         | 40è                        |
| 73                         | Veronica Ewers (USA)           | 4t                         |
| 74                         | Kathrin Hammes (GER)           | NP-4                       |
| 75                         | Lauren Stephens (USA)          | 47è                        |
| 76                         | Magdeleine Vallieres (CAN)     | DNF-9                      |
| 77                         | Georgia Williams (NZL) (crono) | 42è                        |

| FDJ-Suez FST | FDJ-Suez FST                | FDJ-Suez FST |
| ------------ | --------------------------- | ------------ |
| Núm          | Ciclista                    | Pos          |
| 81           | Marta Cavalli (ITA)         | 14è          |
| 82           | Eugénie Duval (FRA)         | 74è          |
| 83           | Victorie Guilman (FRA)      | 21è          |
| 84           | Marie Le Net (FRA)          | 44è          |
| 85           | Cecilie Uttrup Ludwig (DEN) | 6è           |
| 86           | Évita Muzic (FRA)           | 17è          |
| 87           | Gladys Verhulst (FRA)       | 60è          |

| Fenix-Deceuninck FED | Fenix-Deceuninck FED       | Fenix-Deceuninck FED |
| -------------------- | -------------------------- | -------------------- |
| Núm                  | Ciclista                   | Pos                  |
| 91                   | Maria Martins (POR)        | DNF-4                |
| 92                   | Greta Marturano (ITA)      | 20è                  |
| 93                   | Carina Schrempf (AUT)      | 69è                  |
| 94                   | Petra Stiasny (SUI)        | 23è                  |
| 95                   | Inge van der Heijden (NED) | 35è                  |
| 96                   | Annemarie Worst (NED)      | 92è                  |
| 97                   | Sophie Wright (GBR)        | 84è                  |

| GB Junior Team Piemonte Pedale Castanese A.S.D. GBJ | GB Junior Team Piemonte Pedale Castanese A.S.D. GBJ | GB Junior Team Piemonte Pedale Castanese A.S.D. GBJ |
| --------------------------------------------------- | --------------------------------------------------- | --------------------------------------------------- |
| Núm                                                 | Ciclista                                            | Pos                                                 |
| 101                                                 | Noemi Lucrezia Eremita (ITA)                        | 97è                                                 |
| 102                                                 | Monia Garavaglia (ITA)                              | 131è                                                |
| 103                                                 | Giulia Giuliani (ITA)                               | 126è                                                |
| 104                                                 | Vittoria Ruffilli (ITA)                             | FC-5                                                |
| 105                                                 | Gemma Sernissi (ITA)                                | 117è                                                |
| 106                                                 | Sylvie Truc (ITA)                                   | FC-5                                                |
| 107                                                 | Elisa Valtulini (ITA)                               | NP-4                                                |

| Human Powered Health HPW | Human Powered Health HPW  | Human Powered Health HPW |
| ------------------------ | ------------------------- | ------------------------ |
| Núm                      | Ciclista                  | Pos                      |
| 111                      | Nina Buysman (NED)        | 26è                      |
| 112                      | Audrey Cordon-Ragot (FRA) | 52è                      |
| 113                      | Barbara Malcotti (ITA)    | 19è                      |
| 114                      | Daria Pikulik (POL)       | DNF-6                    |
| 115                      | Marit Raaijmakers (NED)   | 94è                      |
| 116                      | Lily Williams (USA)       | 80è                      |
| 117                      | Eri Yonamine (JPN) (ruta) | 82è                      |

| Isolmant-Premac-Vittoria SBT | Isolmant-Premac-Vittoria SBT | Isolmant-Premac-Vittoria SBT |
| ---------------------------- | ---------------------------- | ---------------------------- |
| Núm                          | Ciclista                     | Pos                          |
| 121                          | Carlotta Borello (ITA)       | 130è                         |
| 122                          | Carmela Cipriani (ITA)       | 76è                          |
| 123                          | Valeria Curnis (ITA)         | DNF-3                        |
| 124                          | Beatrice Rossato (ITA)       | 65è                          |
| 125                          | Emanuela Zanetti (ITA)       | FC-5                         |
| 126                          | Asia Zontone (ITA)           | 122è                         |

| Israel-Premier Tech Roland CGS | Israel-Premier Tech Roland CGS | Israel-Premier Tech Roland CGS |
| ------------------------------ | ------------------------------ | ------------------------------ |
| Núm                            | Ciclista                       | Pos                            |
| 131                            | Maggie Coles-Lyster (CAN)      | NP-5                           |
| 132                            | Sofia Collinelli (ITA)         | NP-8                           |
| 133                            | Anna Kiesenhofer (AUT)         | 53è                            |
| 134                            | Silvia Magri (ITA)             | 115è                           |
| 135                            | Nguyễn Thị Thật (VIE) (ruta)   | DNF-8                          |
| 136                            | Elizabeth Stannard (AUS)       | 28è                            |
| 137                            | Elena Pirrone (ITA)            | 36è                            |

| Liv Racing TeqFind LIV | Liv Racing TeqFind LIV                                  | Liv Racing TeqFind LIV |
| ---------------------- | ------------------------------------------------------- | ---------------------- |
| Núm                    | Ciclista                                                | Pos                    |
| 141                    | Rachele Barbieri (ITA)                                  | 95è                    |
| 142                    | Valerie Demey (BEL)                                     | 108è                   |
| 143                    | Margarita Victoria García Cañellas (ESP) (ruta i crono) | 7è                     |
| 144                    | Marta Jaskulska (POL)                                   | 77è                    |
| 145                    | Tereza Neumanová (CZE)                                  | 72è                    |
| 146                    | Katia Ragusa (ITA)                                      | 107è                   |
| 147                    | Quinty Ton (NED)                                        | 50è                    |

| Team dsm-firmenich DSM | Team dsm-firmenich DSM  | Team dsm-firmenich DSM |
| ---------------------- | ----------------------- | ---------------------- |
| Núm                    | Ciclista                | Pos                    |
| 151                    | Francesca Barale (ITA)  | 30è                    |
| 152                    | Eleonora Ciabocco (ITA) | 79è                    |
| 153                    | Megan Jastrab (USA)     | 88è                    |
| 154                    | Franziska Koch (GER)    | 105è                   |
| 155                    | Juliette Labous (FRA)   | 2n                     |
| 156                    | Esmée Peperkamp (NED)   | 15è                    |
| 157                    | Becky Storrie (GBR)     | 51è                    |

| Team Jayco AlUla BEX | Team Jayco AlUla BEX           | Team Jayco AlUla BEX |
| -------------------- | ------------------------------ | -------------------- |
| Núm                  | Ciclista                       | Pos                  |
| 161                  | Georgia Baker (AUS)            | 111è                 |
| 162                  | Ingvild Gåskjenn (NOR)         | 55è                  |
| 163                  | Nina Kessler (NED)             | 89è                  |
| 164                  | Letizia Paternoster (ITA)      | 56è                  |
| 165                  | Ruby Roseman-Gannon (AUS)      | 25è                  |
| 166                  | Ane Santesteban González (ESP) | 10è                  |
| 167                  | Urška Žigart (SLO) (crono)     | DNF-6                |

| Team Jumbo-Visma TJV | Team Jumbo-Visma TJV   | Team Jumbo-Visma TJV |
| -------------------- | ---------------------- | -------------------- |
| Núm                  | Ciclista               | Pos                  |
| 171                  | Teuntje Beekhuis (NED) | 87è                  |
| 172                  | Maud Oudeman (NED)     | 93è                  |
| 173                  | Linda Riedmann (GER)   | 86è                  |
| 174                  | Noemi Rüegg (SUI)      | 34è                  |
| 175                  | Karlijn Swinkels (NED) | 85è                  |
| 176                  | Fem van Empel (NED)    | 11è                  |
| 177                  | Marianne Vos (NED)     | 48è                  |

| Team Mendelspeck MDS | Team Mendelspeck MDS     | Team Mendelspeck MDS |
| -------------------- | ------------------------ | -------------------- |
| Núm                  | Ciclista                 | Pos                  |
| 181                  | Emma Bernardi (ITA)      | DNF-8                |
| 182                  | Alice Capasso (ITA)      | 110è                 |
| 183                  | Monica Castagna (ITA)    | 102è                 |
| 184                  | Angela Oro (ITA)         | 90è                  |
| 185                  | Francesca Pisciali (ITA) | DNF-9                |
| 186                  | Beatrice Pozzobon (ITA)  | 125è                 |
| 187                  | Francesca Tommasi (ITA)  | 37è                  |

| SD Worx SDW | SD Worx SDW                     | SD Worx SDW |
| ----------- | ------------------------------- | ----------- |
| Núm         | Ciclista                        | Pos         |
| 191         | Niamh Fisher-Black (NZL)        | 9è          |
| 192         | Barbara Guarischi (ITA)         | 101è        |
| 193         | Femke Markus (NED)              | 129è        |
| 194         | Anna Shackley (GBR)             | 13è         |
| 195         | Elena Cecchini (ITA)            | NP-7        |
| 196         | Blanka Vas (HUN) (ruta i crono) | 43è         |
| 197         | Lorena Wiebes (NED) (ruta)      | NP-7        |

| Top Girls Fassa Bortolo TOP | Top Girls Fassa Bortolo TOP | Top Girls Fassa Bortolo TOP |
| --------------------------- | --------------------------- | --------------------------- |
| Núm                         | Ciclista                    | Pos                         |
| 201                         | Giorgia Bariani (ITA)       | 113è                        |
| 202                         | Alessia Missiaggia (ITA)    | 109è                        |
| 203                         | Iris Monticolo (ITA)        | 114è                        |
| 204                         | Alice Palazzi (ITA)         | 67è                         |
| 205                         | Chiara Reghini (ITA)        | 112è                        |
| 206                         | Cristina Tonetti (ITA)      | 103è                        |
| 207                         | Alessia Vigilia (ITA)       | 33è                         |

| Lidl-Trek LTK | Lidl-Trek LTK                             | Lidl-Trek LTK |
| ------------- | ----------------------------------------- | ------------- |
| Núm           | Ciclista                                  | Pos           |
| 211           | Elynor Bäckstedt (GBR)                    | 116è          |
| 212           | Lizzie Deignan (GBR)                      | 38è           |
| 213           | Lauretta Hanson (AUS)                     | 31è           |
| 214           | Lisa Klein (GER)                          | DNF-7         |
| 215           | Elisa Longo Borghini (ITA) (ruta i crono) | NP-6          |
| 216           | Gaia Realini (ITA)                        | 3r            |
| 217           | Shirin van Anrooij (NED)                  | 29è           |

| UAE Team ADQ UAD | UAE Team ADQ UAD        | UAE Team ADQ UAD |
| ---------------- | ----------------------- | ---------------- |
| Núm              | Ciclista                | Pos              |
| 221              | Marta Bastianelli (ITA) | 59è              |
| 222              | Sofia Bertizzolo (ITA)  | 57è              |
| 223              | Chiara Consonni (ITA)   | 91è              |
| 224              | Karolina Kumięga (POL)  | 62è              |
| 225              | Mikayla Harvey (NZL)    | 68è              |
| 226              | Erica Magnaldi (ITA)    | 5è               |
| 227              | Silvia Persico (ITA)    | 8è               |

| Uno-X Pro Cycling Team UXT | Uno-X Pro Cycling Team UXT            | Uno-X Pro Cycling Team UXT |
| -------------------------- | ------------------------------------- | -------------------------- |
| Núm                        | Ciclista                              | Pos                        |
| 231                        | Anniina Ahtosalo (FIN) (ruta i crono) | 124è                       |
| 232                        | Susanne Andersen (NOR) (ruta)         | 73è                        |
| 233                        | Elinor Barker (GBR)                   | 58è                        |
| 234                        | Maria Giulia Confalonieri (ITA)       | 81è                        |
| 235                        | Amalie Dideriksen (DEN)               | 121è                       |
| 236                        | Anouska Koster (NED)                  | 22è                        |
| 237                        | Hannah Ludwig (GER)                   | 49è                        |

| Movistar Team MOV | Movistar Team MOV                 | Movistar Team MOV |
| ----------------- | --------------------------------- | ----------------- |
| Núm               | Ciclista                          | Pos               |
| 1                 | Annemiek van Vleuten (NED) (ruta) | 1r                |
| 2                 | Aude Biannic (FRA)                | 104è              |
| 3                 | Sheyla Gutiérrez Ruiz (ESP)       | 118è              |
| 4                 | Liane Lippert (GER) (ruta)        | 16è               |
| 5                 | Floortje Mackaij (NED)            | 41è               |
| 6                 | Sara Martín Martín (ESP)          | 83è               |
| 7                 | Paula Patiño (COL)                | 18è               |

| AG Insurance-Soudal Quick-Step AGS | AG Insurance-Soudal Quick-Step AGS | AG Insurance-Soudal Quick-Step AGS |
| ---------------------------------- | ---------------------------------- | ---------------------------------- |
| Núm                                | Ciclista                           | Pos                                |
| 11                                 | Justine Ghekiere (BEL)             | 24è                                |
| 12                                 | Marthe Goossens (BEL)              | 61è                                |
| 13                                 | Britt Knaven (BEL)                 | NP-5                               |
| 14                                 | Gaia Masetti (ITA)                 | 45è                                |
| 15                                 | Ilse Pluimers (NED)                | 70è                                |
| 16                                 | Ally Wollaston (NZL) (ruta)        | 46è                                |
| 17                                 | Maud Rijnbeek (NED)                | 64è                                |

| Aromitalia-Basso Bikes-Vaiano VAI | Aromitalia-Basso Bikes-Vaiano VAI | Aromitalia-Basso Bikes-Vaiano VAI |
| --------------------------------- | --------------------------------- | --------------------------------- |
| Núm                               | Ciclista                          | Pos                               |
| 21                                | Irene Affolati (ITA)              | 120è                              |
| 22                                | Lara Scarselli (ITA)              | DNF-6                             |
| 23                                | Francesca Baroni (ITA)            | 98è                               |
| 24                                | Fanny Bonini (ITA)                | 128è                              |
| 25                                | Milena Del Sarto (ITA)            | DNF-9                             |
| 26                                | Rasa Leleivytė (LTU)              | 75è                               |
| 27                                | Ainhoa Moreno (ESP)               | DNF-4                             |

| Bepink BPK | Bepink BPK                 | Bepink BPK |
| ---------- | -------------------------- | ---------- |
| Núm        | Ciclista                   | Pos        |
| 31         | Andrea Casagranda (ITA)    | 123è       |
| 32         | Valentina Basilico (ITA)   | 96è        |
| 33         | Karolina Karasiewicz (POL) | FC-5       |
| 34         | Prisca Savi (ITA)          | 127è       |
| 35         | Giorgia Vettorello (ITA)   | 66è        |
| 36         | Matilde Vitillo (ITA)      | 78è        |
| 37         | Silvia Zanardi (ITA)       | 54è        |

| Bizkaia-Durango BDP | Bizkaia-Durango BDP                | Bizkaia-Durango BDP |
| ------------------- | ---------------------------------- | ------------------- |
| Núm                 | Ciclista                           | Pos                 |
| 41                  | Lucía González Blanco (ESP)        | 71è                 |
| 42                  | Ana Vitória Magalhães (BRA) (ruta) | NP-4                |
| 43                  | Sandra Gutiérrez Conde (ESP)       | 132è                |
| 44                  | Irene Mendez Melgarejo (ESP)       | 119è                |
| 45                  | Beatriz Pereira (POR)              | 133è                |
| 46                  | Sofia Rodriguez Revert (ESP)       | DNF-9               |
| 47                  | Catalina Soto (CHI)                | DNF-9               |

| Born To Win-G20-Ambedo BTW | Born To Win-G20-Ambedo BTW | Born To Win-G20-Ambedo BTW |
| -------------------------- | -------------------------- | -------------------------- |
| Núm                        | Ciclista                   | Pos                        |
| 51                         | Sofia Barbieri (ITA)       | DNF-3                      |
| 52                         | Sara Casasola (ITA)        | DNF-8                      |
| 53                         | Lea Fuchs (SUI)            | 106è                       |
| 54                         | Nika Myalitsina            | DNF-5                      |
| 55                         | Yana Myalitsina            | 100è                       |
| 56                         | Vanessa Santeliz (VEN)     | FC-5                       |
| 57                         | Ella Simpson (AUS)         | DNF-3                      |

| Canyon-SRAM Racing CSR | Canyon-SRAM Racing CSR            | Canyon-SRAM Racing CSR |
| ---------------------- | --------------------------------- | ---------------------- |
| Núm                    | Ciclista                          | Pos                    |
| 61                     | Neve Bradbury (AUS)               | DNF-9                  |
| 62                     | Tiffany Cromwell (AUS)            | 63è                    |
| 63                     | Chloé Dygert (USA) (ruta i crono) | 32è                    |
| 64                     | Antonia Niedermaier (GER)         | DNF-6                  |
| 65                     | Soraya Paladin (ITA)              | 27è                    |
| 66                     | Pauliena Rooijakkers (NED)        | 12è                    |
| 67                     | Sarah Roy (AUS)                   | 39è                    |

| EF Education-TIBCO-SVB TIB | EF Education-TIBCO-SVB TIB     | EF Education-TIBCO-SVB TIB |
| -------------------------- | ------------------------------ | -------------------------- |
| Núm                        | Ciclista                       | Pos                        |
| 71                         | Elizabeth Banks (GBR)          | 99è                        |
| 72                         | Letizia Borghesi (ITA)         | 40è                        |
| 73                         | Veronica Ewers (USA)           | 4t                         |
| 74                         | Kathrin Hammes (GER)           | NP-4                       |
| 75                         | Lauren Stephens (USA)          | 47è                        |
| 76                         | Magdeleine Vallieres (CAN)     | DNF-9                      |
| 77                         | Georgia Williams (NZL) (crono) | 42è                        |

| FDJ-Suez FST | FDJ-Suez FST                | FDJ-Suez FST |
| ------------ | --------------------------- | ------------ |
| Núm          | Ciclista                    | Pos          |
| 81           | Marta Cavalli (ITA)         | 14è          |
| 82           | Eugénie Duval (FRA)         | 74è          |
| 83           | Victorie Guilman (FRA)      | 21è          |
| 84           | Marie Le Net (FRA)          | 44è          |
| 85           | Cecilie Uttrup Ludwig (DEN) | 6è           |
| 86           | Évita Muzic (FRA)           | 17è          |
| 87           | Gladys Verhulst (FRA)       | 60è          |

| Fenix-Deceuninck FED | Fenix-Deceuninck FED       | Fenix-Deceuninck FED |
| -------------------- | -------------------------- | -------------------- |
| Núm                  | Ciclista                   | Pos                  |
| 91                   | Maria Martins (POR)        | DNF-4                |
| 92                   | Greta Marturano (ITA)      | 20è                  |
| 93                   | Carina Schrempf (AUT)      | 69è                  |
| 94                   | Petra Stiasny (SUI)        | 23è                  |
| 95                   | Inge van der Heijden (NED) | 35è                  |
| 96                   | Annemarie Worst (NED)      | 92è                  |
| 97                   | Sophie Wright (GBR)        | 84è                  |

| GB Junior Team Piemonte Pedale Castanese A.S.D. GBJ | GB Junior Team Piemonte Pedale Castanese A.S.D. GBJ | GB Junior Team Piemonte Pedale Castanese A.S.D. GBJ |
| --------------------------------------------------- | --------------------------------------------------- | --------------------------------------------------- |
| Núm                                                 | Ciclista                                            | Pos                                                 |
| 101                                                 | Noemi Lucrezia Eremita (ITA)                        | 97è                                                 |
| 102                                                 | Monia Garavaglia (ITA)                              | 131è                                                |
| 103                                                 | Giulia Giuliani (ITA)                               | 126è                                                |
| 104                                                 | Vittoria Ruffilli (ITA)                             | FC-5                                                |
| 105                                                 | Gemma Sernissi (ITA)                                | 117è                                                |
| 106                                                 | Sylvie Truc (ITA)                                   | FC-5                                                |
| 107                                                 | Elisa Valtulini (ITA)                               | NP-4                                                |

| Human Powered Health HPW | Human Powered Health HPW  | Human Powered Health HPW |
| ------------------------ | ------------------------- | ------------------------ |
| Núm                      | Ciclista                  | Pos                      |
| 111                      | Nina Buysman (NED)        | 26è                      |
| 112                      | Audrey Cordon-Ragot (FRA) | 52è                      |
| 113                      | Barbara Malcotti (ITA)    | 19è                      |
| 114                      | Daria Pikulik (POL)       | DNF-6                    |
| 115                      | Marit Raaijmakers (NED)   | 94è                      |
| 116                      | Lily Williams (USA)       | 80è                      |
| 117                      | Eri Yonamine (JPN) (ruta) | 82è                      |

| Isolmant-Premac-Vittoria SBT | Isolmant-Premac-Vittoria SBT | Isolmant-Premac-Vittoria SBT |
| ---------------------------- | ---------------------------- | ---------------------------- |
| Núm                          | Ciclista                     | Pos                          |
| 121                          | Carlotta Borello (ITA)       | 130è                         |
| 122                          | Carmela Cipriani (ITA)       | 76è                          |
| 123                          | Valeria Curnis (ITA)         | DNF-3                        |
| 124                          | Beatrice Rossato (ITA)       | 65è                          |
| 125                          | Emanuela Zanetti (ITA)       | FC-5                         |
| 126                          | Asia Zontone (ITA)           | 122è                         |

| Israel-Premier Tech Roland CGS | Israel-Premier Tech Roland CGS | Israel-Premier Tech Roland CGS |
| ------------------------------ | ------------------------------ | ------------------------------ |
| Núm                            | Ciclista                       | Pos                            |
| 131                            | Maggie Coles-Lyster (CAN)      | NP-5                           |
| 132                            | Sofia Collinelli (ITA)         | NP-8                           |
| 133                            | Anna Kiesenhofer (AUT)         | 53è                            |
| 134                            | Silvia Magri (ITA)             | 115è                           |
| 135                            | Nguyễn Thị Thật (VIE) (ruta)   | DNF-8                          |
| 136                            | Elizabeth Stannard (AUS)       | 28è                            |
| 137                            | Elena Pirrone (ITA)            | 36è                            |

| Liv Racing TeqFind LIV | Liv Racing TeqFind LIV                                  | Liv Racing TeqFind LIV |
| ---------------------- | ------------------------------------------------------- | ---------------------- |
| Núm                    | Ciclista                                                | Pos                    |
| 141                    | Rachele Barbieri (ITA)                                  | 95è                    |
| 142                    | Valerie Demey (BEL)                                     | 108è                   |
| 143                    | Margarita Victoria García Cañellas (ESP) (ruta i crono) | 7è                     |
| 144                    | Marta Jaskulska (POL)                                   | 77è                    |
| 145                    | Tereza Neumanová (CZE)                                  | 72è                    |
| 146                    | Katia Ragusa (ITA)                                      | 107è                   |
| 147                    | Quinty Ton (NED)                                        | 50è                    |

| Team dsm-firmenich DSM | Team dsm-firmenich DSM  | Team dsm-firmenich DSM |
| ---------------------- | ----------------------- | ---------------------- |
| Núm                    | Ciclista                | Pos                    |
| 151                    | Francesca Barale (ITA)  | 30è                    |
| 152                    | Eleonora Ciabocco (ITA) | 79è                    |
| 153                    | Megan Jastrab (USA)     | 88è                    |
| 154                    | Franziska Koch (GER)    | 105è                   |
| 155                    | Juliette Labous (FRA)   | 2n                     |
| 156                    | Esmée Peperkamp (NED)   | 15è                    |
| 157                    | Becky Storrie (GBR)     | 51è                    |

| Team Jayco AlUla BEX | Team Jayco AlUla BEX           | Team Jayco AlUla BEX |
| -------------------- | ------------------------------ | -------------------- |
| Núm                  | Ciclista                       | Pos                  |
| 161                  | Georgia Baker (AUS)            | 111è                 |
| 162                  | Ingvild Gåskjenn (NOR)         | 55è                  |
| 163                  | Nina Kessler (NED)             | 89è                  |
| 164                  | Letizia Paternoster (ITA)      | 56è                  |
| 165                  | Ruby Roseman-Gannon (AUS)      | 25è                  |
| 166                  | Ane Santesteban González (ESP) | 10è                  |
| 167                  | Urška Žigart (SLO) (crono)     | DNF-6                |

| Team Jumbo-Visma TJV | Team Jumbo-Visma TJV   | Team Jumbo-Visma TJV |
| -------------------- | ---------------------- | -------------------- |
| Núm                  | Ciclista               | Pos                  |
| 171                  | Teuntje Beekhuis (NED) | 87è                  |
| 172                  | Maud Oudeman (NED)     | 93è                  |
| 173                  | Linda Riedmann (GER)   | 86è                  |
| 174                  | Noemi Rüegg (SUI)      | 34è                  |
| 175                  | Karlijn Swinkels (NED) | 85è                  |
| 176                  | Fem van Empel (NED)    | 11è                  |
| 177                  | Marianne Vos (NED)     | 48è                  |

| Team Mendelspeck MDS | Team Mendelspeck MDS     | Team Mendelspeck MDS |
| -------------------- | ------------------------ | -------------------- |
| Núm                  | Ciclista                 | Pos                  |
| 181                  | Emma Bernardi (ITA)      | DNF-8                |
| 182                  | Alice Capasso (ITA)      | 110è                 |
| 183                  | Monica Castagna (ITA)    | 102è                 |
| 184                  | Angela Oro (ITA)         | 90è                  |
| 185                  | Francesca Pisciali (ITA) | DNF-9                |
| 186                  | Beatrice Pozzobon (ITA)  | 125è                 |
| 187                  | Francesca Tommasi (ITA)  | 37è                  |

| SD Worx SDW | SD Worx SDW                     | SD Worx SDW |
| ----------- | ------------------------------- | ----------- |
| Núm         | Ciclista                        | Pos         |
| 191         | Niamh Fisher-Black (NZL)        | 9è          |
| 192         | Barbara Guarischi (ITA)         | 101è        |
| 193         | Femke Markus (NED)              | 129è        |
| 194         | Anna Shackley (GBR)             | 13è         |
| 195         | Elena Cecchini (ITA)            | NP-7        |
| 196         | Blanka Vas (HUN) (ruta i crono) | 43è         |
| 197         | Lorena Wiebes (NED) (ruta)      | NP-7        |

| Top Girls Fassa Bortolo TOP | Top Girls Fassa Bortolo TOP | Top Girls Fassa Bortolo TOP |
| --------------------------- | --------------------------- | --------------------------- |
| Núm                         | Ciclista                    | Pos                         |
| 201                         | Giorgia Bariani (ITA)       | 113è                        |
| 202                         | Alessia Missiaggia (ITA)    | 109è                        |
| 203                         | Iris Monticolo (ITA)        | 114è                        |
| 204                         | Alice Palazzi (ITA)         | 67è                         |
| 205                         | Chiara Reghini (ITA)        | 112è                        |
| 206                         | Cristina Tonetti (ITA)      | 103è                        |
| 207                         | Alessia Vigilia (ITA)       | 33è                         |

| Lidl-Trek LTK | Lidl-Trek LTK                             | Lidl-Trek LTK |
| ------------- | ----------------------------------------- | ------------- |
| Núm           | Ciclista                                  | Pos           |
| 211           | Elynor Bäckstedt (GBR)                    | 116è          |
| 212           | Lizzie Deignan (GBR)                      | 38è           |
| 213           | Lauretta Hanson (AUS)                     | 31è           |
| 214           | Lisa Klein (GER)                          | DNF-7         |
| 215           | Elisa Longo Borghini (ITA) (ruta i crono) | NP-6          |
| 216           | Gaia Realini (ITA)                        | 3r            |
| 217           | Shirin van Anrooij (NED)                  | 29è           |

| UAE Team ADQ UAD | UAE Team ADQ UAD        | UAE Team ADQ UAD |
| ---------------- | ----------------------- | ---------------- |
| Núm              | Ciclista                | Pos              |
| 221              | Marta Bastianelli (ITA) | 59è              |
| 222              | Sofia Bertizzolo (ITA)  | 57è              |
| 223              | Chiara Consonni (ITA)   | 91è              |
| 224              | Karolina Kumięga (POL)  | 62è              |
| 225              | Mikayla Harvey (NZL)    | 68è              |
| 226              | Erica Magnaldi (ITA)    | 5è               |
| 227              | Silvia Persico (ITA)    | 8è               |

| Uno-X Pro Cycling Team UXT | Uno-X Pro Cycling Team UXT            | Uno-X Pro Cycling Team UXT |
| -------------------------- | ------------------------------------- | -------------------------- |
| Núm                        | Ciclista                              | Pos                        |
| 231                        | Anniina Ahtosalo (FIN) (ruta i crono) | 124è                       |
| 232                        | Susanne Andersen (NOR) (ruta)         | 73è                        |
| 233                        | Elinor Barker (GBR)                   | 58è                        |
| 234                        | Maria Giulia Confalonieri (ITA)       | 81è                        |
| 235                        | Amalie Dideriksen (DEN)               | 121è                       |
| 236                        | Anouska Koster (NED)                  | 22è                        |
| 237                        | Hannah Ludwig (GER)                   | 49è                        |